# Глессер, Ясмин
Ясмин Глессер (нем. Jasmin Glaesser; 8 июля 1992, Падерборн, Германия) — канадская велогонщица немецкого происхождения, бронзовый призёр летних Олимпийских игр 2012 и 2016 годов в командной гонке преследования, многократный призёр чемпионатов мира, трёхкратная чемпионка Панамериканских игр, многократная чемпионка Канады.

## Биография
В 2000 году Ясмин вместе с семьёй переехала в Сиэтл, откуда спустя год они отправились в Ванкувер, где её отцу предложили работу в Университете Саймона Фрейзера. С 2009 года Глессер активно начала заниматься велоспортом.
В сентябре 2011 года Глессер получила гражданство Канады. Первым крупным стартом для Ясмин стали Панамериканские игры в мексиканской Гвадалахаре, где Глессер вместе с Лорой Браун и Стефани Рорда завоевала золотую медаль в командной гонке преследования. На чемпионате мира 2012 года в Мельбурне Глессер стала обладательницей двух медалей чемпионата мира, став второй в гонке по очкам и третьей в командной гонке преследования.
Летом 2012 года Глессер дебютировала на летних Олимпийских играх в Лондоне. Ясмин выступила в командной гонке преследования. Партнёршами Глессер стали Тара Уиттен и Джиллиан Карлтон. По итогам двух раундов канадская сборная получило право побороться за бронзовую медаль, где они победили австралийских велогонщиц и стали третьими, принеся сборной Канаде единственную медаль в велоспорте на этих Играх.
С 2013 по 2015 год Глессер ещё трижды становилась призёром чемпионатов мира в командной гонке преследования, добавив к этому бронзу в гонке по очкам на первенстве 2014 года. Панамериканские игры 2015 года стали настоящим бенефисом молодой канадки. Приняв участие в соревнованиях, как на треке, так и на шоссе, Глессер стала обладательницей двух золотых и двух серебряных медалей.
Периодически Глессер участвует и в значимых шоссейных велогонках в рамках Мирового Тура. В 2013 году Ясмин приняла участие в многодневке Джиро д’Италия.

## Личная жизнь
- Родители — Уве и Андреа Глессер. Два брата — Марсель и Тимон.
- Изучает компьютерные науки в Университете Саймона Фрейзера.